# Betsy Bloomingdale
Betsy Bloomingdale (nacida Betty Lee Newling; Los Ángeles, California, 2 de agosto de 1922-19 de julio de 2016) fue una socialité y filántropa estadounidense, viuda del empresario Alfred S. Bloomingdale.
El 14 de septiembre de 1946, se casó con Alfred S. Bloomingdale, el hijo de Rosalind Schiffer y de Hiram Bloomigdale y nieto de Lyman G. Bloomingdale, cofundador de los famosos y grandes almacenes Bloomigdale. La pareja se instaló en Bel Air, Los Ángeles y tuvieron tres niños:
- Geoffrey Bloomingdale (nacido en 1949) que se casó con Elizabeth Fahr en 1972;
- Lisa Bloomingdale (nacida en 1951), que se casó con R. McKim "Kim" Bell en 1974;
- Robert Russell Bloomingdale (nacido en 1954), que está casado con Justine Bloomingdale.

## Vida y trabajo
Betty Lee Newling nació y fue criada en Los Ángeles, en el seno de una familia acomodada. Era hija de Vera Browner y Russell Lee Newling. Era frecuente anfitriona de fiestas, sobre todo de caridad.
Su vida y matrimonio, además de la infidelidad de su marido con la modelo Vicki Morgan, fueron la base de la novela de Dominick Dunne Una mujer inconveniente. Su esposo murió de cáncer en 1982, y Dunne era un gran amigo de Bloomingdale y apareció junto a ella en la fiesta de los Óscares de la revista Vanity Fair en 2006. Entre sus amigas se encontraban Nancy Reagan y Joan Collins.
Alfred y Betsy Bloomingdale tuvieron tres hijos. Residía en Holmby Hills, en Los Ángeles. Practicante católica, participó en proyectos de recaudación de fondos para la Catedral de Nuestra Señora de Los Ángeles. Contribuyó económicamente al desarrollo de la Biblioteca y Museo Presidencial de Ronald Reagan.
En 2007 acudió a la presentación de la exposición Nancy Reagan: estilo de una primera dama, que contaba con todos los trajes que lució Nancy Reagan cuando era primera dama.
En 2009, Bloomingdale fue objeto de una exposición en el Instituto de moda, diseño y comercialización. En la exposición aparecían 60 vestidos que ella había coleccionado desde 1960.

## Fallecimiento
Betsy Bloomingdale falleció el 19 de julio de 2016 a los 93 años, en a los en su hogar en Holmy Hills, en Los Ángeles, por complicaciones cardíacas.